# Stefan Kapłaniak
Stefan Kapłaniak (* 10. April 1933 in Szczawnica; † 8. August 2021 in Chicago, Vereinigte Staaten) war ein polnischer Kanute.

## Erfolge
Stefan Kapłaniak nahm an drei Olympischen Spielen teil. Bei seinem Olympiadebüt 1956 in Melbourne qualifizierte er sich im Einer-Kajak über 1000 Meter dank eines Sieges im Vorlauf für den Endlauf, in dem er als Vierter knapp einen Medaillengewinn verpasste. Darüber hinaus trat er mit Jerzy Górski im Zweier-Kajak im Wettbewerb über 10.000 Meter an, der in nur einem Finallauf ausgetragen wurde. Die beiden beendeten das Rennen auf Rang zehn.
Vier Jahre darauf in Rom ging er in zwei Wettbewerben an den Start. Im Einer-Kajak belegte er mit der 4-mal-500-Meter-Staffel zunächst im Vorlauf den vierten Rang, ehe sie dank zweiter Plätze im Hoffnungs- und im Halbfinallauf das Finale erreichte. Als Vierte verpassten sie dort schließlich knapp einen Medaillengewinn. Mit Władysław Zieliński startete er im Zweier-Kajak auf der 1000-Meter-Strecke und zog mit ihm nach Rang drei im Vorlauf und einem Sieg im Halbfinallauf auch in diesen Endlauf ein. In diesem überquerten sie nach 3:37,34 Minuten hinter den siegreichen Schweden Gert Fredriksson und Sven-Olov Sjödelius sowie György Mészáros und András Szente aus Ungarn als Dritte die Ziellinie und gewannen die Bronzemedaille. Bei den Olympischen Spielen 1964 in Tokio trat Kapłaniak lediglich nochmals mit Władysław Zieliński über 1000 Meter an. Über den Hoffnungslauf erreichten sie das Halbfinale, schieden dort aber nach einem vierten Platz in ihrem Lauf aus.
Bereits bei den Europameisterschaften 1957 belegte Kapłaniak in Gent im Einer-Kajak über 500 Meter den dritten Platz. 1958 wurde er in Prag sowohl in dieser Disziplin als auch mit Władysław Zieliński im Zweier-Kajak über 500 Meter Weltmeister. Ein Jahr später gewann er mit der 4-mal-500-Meter-Staffel im Einer-Kajak in Duisburg die Bronzemedaille bei den Europameisterschaften, während ihm im Einer-Kajak auf der 500-Meter-Strecke der Titelgewinn gelang. Mit Zieliński folgte 1961 in Posen der Gewinn der EM-Silbermedaille auf der 500-Meter-Distanz.
In seiner Karriere gewann Kapłaniak insgesamt 30 Landesmeisterschaften in unterschiedlichen Klassen. Für seine Verdienste um den Kanusport erhielt er das Ritterkreuz des Ordens Polonia Restituta.